# Elk River Township (Iowa)
Elk River Township est un township, du comté de Clinton en Iowa, aux États-Unis,.
Les premiers pionniers voulaient nommer leur township Fair Haven Township en référence à Fair Haven (en), près de New Haven. Lors de l'organisation du township, il est décidé de plutôt le baptiser en référence à la rivière Elk River, où de nombreux Wapitis (en anglais : Elk), étaient présents .

## Source de la traduction
- (en) Cet article est partiellement ou en totalité issu de l’article de Wikipédia en anglais intitulé « Elk River Township, Clinton County, Iowa » (voir la liste des auteurs).